# 為了祖國，時刻準備著
為了祖國，時刻準備著是克羅埃西亞獨立國烏斯塔沙在第二次世界大戰期间曾使用过的敬礼口号，這相当于乌斯塔沙版本的羅馬式敬禮或納粹禮。